# Torneo de Winston-Salem 2022
El Winston-Salem Open 2022 fue un torneo de tenis perteneciente al ATP Tour 2022 en la categoría ATP Tour 250. Tuvo lugar en la ciudad de Winston-Salem, Carolina del Norte, Estados Unidos, desde el 21 hasta el 27 de agosto de 2022 sobre canchas duras. Formó parte del US Open Series 2022.

## Distribución de puntos
| Modalidad            | Campeón | Finalista | Semifinales | Cuartos de final | 3ª ronda | 2ª ronda | 1ª ronda | Clasificados | 2ª ronda de clasificación | 1ª ronda de clasificación |
| Individual masculino | 250     | 150       | 90          | 45               | 20       | 10       | 0        | 12           | 6                         | 0                         |
| Dobles masculino     | 250     | 150       | 90          | 45               | —        | —        | 0        | —            | —                         | —                         |

## Cabezas de serie

### Individuales masculino
| Tenista                 | Ranking | Preclasificado |
| Grigor Dimitrov         | 18      | 1              |
| Botic van de Zandschulp | 24      | 2              |
| Holger Rune             | 29      | 3              |
| Maxime Cressy           | 32      | 4              |
| Lorenzo Musetti         | 33      | 5              |
| Nikoloz Basilashvili    | 34      | 6              |
| Sebastián Báez          | 35      | 7              |
| Albert Ramos            | 40      | 8              |
| Emil Ruusuvuori         | 44      | 9              |
| Benjamin Bonzi          | 48      | 10             |
| Ilya Ivashka            | 49      | 11             |
| Pedro Martínez          | 53      | 12             |
| Jack Draper             | 55      | 13             |
| Lorenzo Sonego          | 56      | 14             |
| Jaume Munar             | 57      | 15             |
| João Sousa              | 59      | 16             |

- Ranking del 15 de agosto de 2022.[2]

### Dobles masculinos
| Tenista                          | Ranking | Preclasificado |
| Nikola Mektić Mate Pavić         | 23      | 1              |
| Ivan Dodig Austin Krajicek       | 31      | 2              |
| Matthew Ebden Jamie Murray       | 54      | 3              |
| Lloyd Glasspool Harri Heliövaara | 56      | 4              |

## Campeones

### Individual masculino
Adrian Mannarino venció a  Laslo Djere por 7-6(7-1), 6-4

### Dobles masculino
Matthew Ebden /  Jamie Murray vencieron a  Hugo Nys /  Jan Zieliński por 6-4, 6-2